# Fritiof Andersen
Fritiof Normann Andersen (Frederiksberg, 30 mei 1898 - aldaar, 24 januari 1954) was een Deens atleet. Hij nam deel aan de Olympische Zomerspelen van 1920.

## Belangrijkste resultaten

### Olympische Zomerspelen
| Jaar | Plaats    | Discipline | Onderdeel             | Resultaten                                                                                     |
| ---- | --------- | ---------- | --------------------- | ---------------------------------------------------------------------------------------------- |
| 1920 | Antwerpen | Atletiek   | 100 m (m)             | eerste ronde: 4e (reeks 11)                                                                    |
| 1920 | Antwerpen | Atletiek   | 400 m (m)             | DNS                                                                                            |
| 1920 | Antwerpen | Atletiek   | 4x100 m estafette (m) | eerste ronde: 2e (reeks 3) finale: 5esamen met: Henri Thorsen August Sørensen Marinus Sørensen |

### Persoonlijke records
| Onderdeel | Tijd    | Jaar |
| --------- | ------- | ---- |
| 100m      | 10,8 s. | 1920 |